# Abrar-ul-Haq

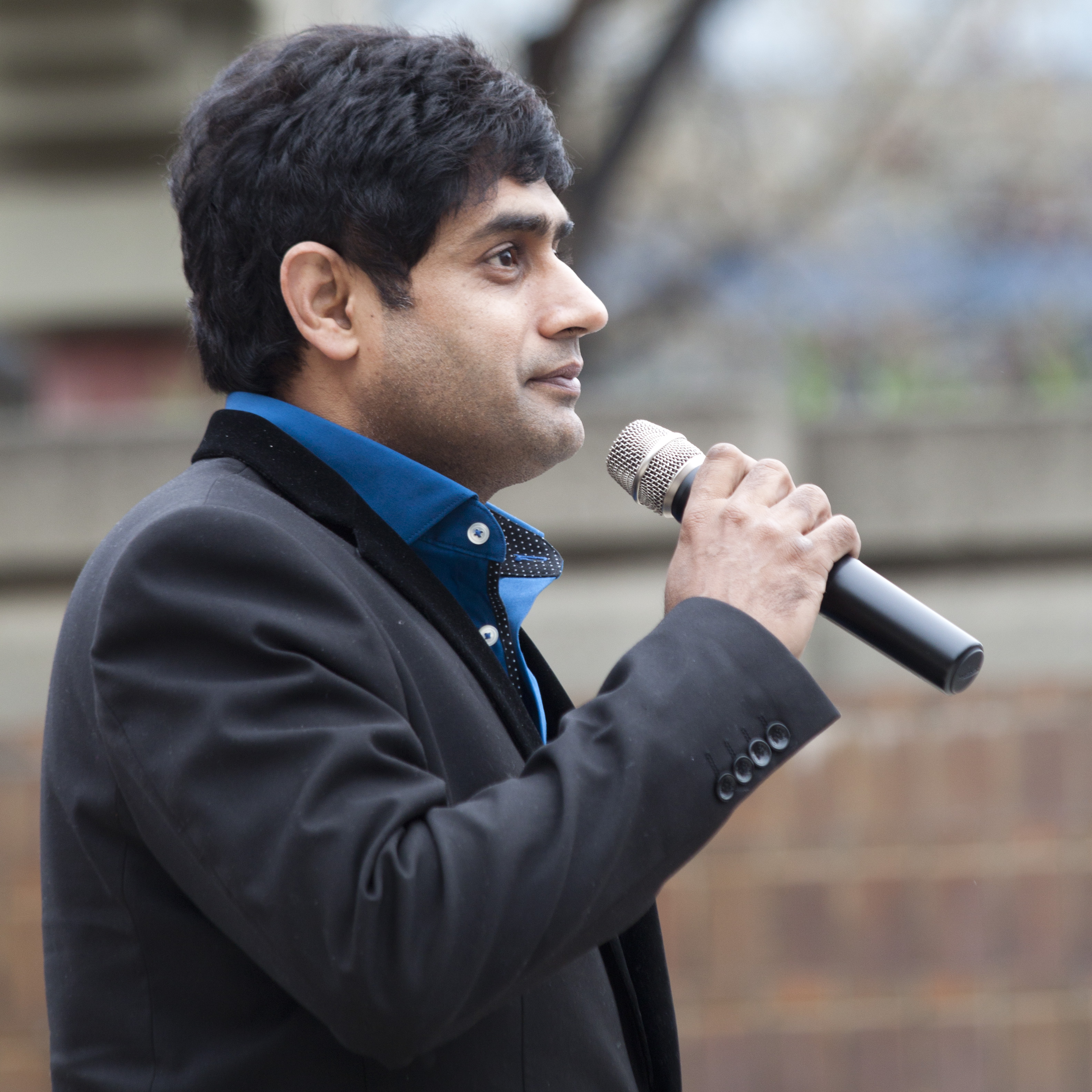
Abrar-ul-Haq in 2014

Abrar-ul-Haq (Punjabi: ابرار الحق; geboren in Faisalabad, 21 juli 1969) is een Pakistaans politicus, filantroop en singer-songwriter. Zijn debuutalbum Billo De Ghar uit 1995 werd meer dan 40 miljoen keer verkocht, waardoor hij de bijnaam "King of Pakistani Pop" kreeg. Abrar-ul-Haq is de oprichter en voorzitter van Sahara for Life Trust, een liefdadigheidsorganisatie zonder winstoogmerk die sinds 1998 gezondheidsdiensten levert aan de mensen in Narowal en omliggende gebieden. Hij was ook een kandidaat van Pakistan Tehreek-e-Insaf bij de Pakistaanse algemene verkiezingen van 2018.